# August Violand
August Violand (* 8. Februar 1750 in Endingen am Kaiserstuhl; † 12. November 1811 in Tunsel) war ein deutscher Benediktinermönch, Kirchenmusiker und Komponist. Er wirkte im Kloster St. Trudpert.

## Leben
Violand wurde 1750 in Endingen am Kaiserstuhl geboren. Vermutlich studierte er später bei dem italienischen Komponisten Pasquale Anfossi, mit dem er einige Werke gemeinsam komponierte.
Nach seinem Eintritt in das Kloster St. Trudpert wirkte er u. a. als Vikar in Grunern und als Pfarrer in Tunsel. Im Kloster St. Trudpert war Violand als Chorregent und Organist tätig.

## Werk
Wie viele ambitionierte Klostermusiker jener Zeit, hat auch Violand ein eigenes kompositorisches Schaffen hinterlassen. Überliefert sind u. a. zwei Messen, sieben Offertorien, vier Vespern und zahlreiche weitere religiöse Vokalwerke.

### Offertorium Pro Festo Martyrum
Das Offertorium zu Ehren der Märtyrer ist auf der CD Festliche Musik aus Südwestdeutschen Benediktinerklöstern des Labels Ars Musici erschienen. Es entstand um 1790. Der Text dürfte von einem Mitbruder Violands oder von diesem selbst stammen.
Es handelt sich um ein dreiteiliges Werk für Soli, Chor und Instrumente (2 Geigen, Bratsche, 2 Trompeten, Pauken und Orgel).
Den 1. Satz (Andante) bildet ein Rezitativ (Bass) auf den Text Filii Jerusalem, venite et videte Martyros cum coronis, quibus coronavit eos Dominus in die solemnitatis et laetitiae. –
„Ihr Söhne Jerusalems, kommt und schaut die Märtyrer mit ihren Kronen, mit welchen sie der Herr gekrönt hat am festlich frohen Tag.“
Den 2. Satz (Andante molto) gestalten die Vokal-Solisten teils solistisch teils im Duett auf den Text Ecce quomodo computati sunt inter filios Dei et inter Sanctos sors illorum est. – „Seht, wie man sie zu den Söhnen Gottes zählt. Ihr Anteil ist unter den Heiligen, sie teilen ihr Glück.“
Im 3. Satz (Allegro molto) wechseln sich Chor und Solisten ab. Der Text dieses Abschnittes lautet: Sancti et justi in Domino gaudete. Vos elegit Dominus in haereditatem sibi. Alleluja. – „Ihr Heiligen und Gerechten, freut euch im Herrn. Euch hat der Herr zu seinen Erben erwählt. Alleluja.“